# Jack LeVant
Jack LeVant (Southlake, 3 oktober 1999) is een Amerikaanse zwemmer.

## Carrière
Bij zijn internationale debuut, op de wereldkampioenschappen zwemmen 2019 in Gwangju, zwom LeVant samen met Andrew Seliskar, Jack Conger en Zach Apple in de series van de 4×200 meter vrije slag, in de finale sleepten Seliskar en Apple samen met Blake Pieroni en Townley Haas de bronzen medaille in de wacht. Voor zijn aandeel in de series ontving LeVant eveneens de bronzen medaille.

## Internationale toernooien
| Jaar | Olympische Spelen | WK langebaan                                    | WK kortebaan | PanPacs | Pan-Amerikaanse Spelen |
| ---- | ----------------- | ----------------------------------------------- | ------------ | ------- | ---------------------- |
| 2019 |                   | 4×200m vrije slag · LeVant zwom enkel de series |              |         | geen deelname          |

## Persoonlijke records
Bijgewerkt tot en met 3 september 2020
Langebaan
| Afstand          | Tijd    | Datum        | Plaats |
| ---------------- | ------- | ------------ | ------ |
| 200m vrije slag  | 1.46,39 | 26 juli 2018 | Irvine |
| 400m vrije slag  | 3.51,33 | 28 juli 2018 | Irvine |
| 200m vlinderslag | 1.55,89 | 25 juli 2018 | Irvine |